# Bola de Sabão
"Bola de Sabão" é uma canção da banda brasileira de axé music Babado Novo, gravada para seu quarto álbum e seu primeiro álbum de estúdio O Diário de Claudinha. Foi lançada nas rádios do Brasil em 11 de novembro de 2005. Composta por Ramon Cruz, a canção foi bem aceita pelo público, permanecendo em primeiro lugar por duas semanas não consecutivas em fevereiro de 2006. A canção vendeu mais de 500 mil cópias digitais no Brasil, sendo certificada com disco de diamante pela Associação Brasileira dos Produtores de Discos (ABPD) em 2009.

## Formatos e faixas
CD single/download digital
1. "Bola de Sabão" - 3:59

## Outras versões
A banda regravou a canção com um novo arranjo no DVD e extended play Ver-te Mar Ao Vivo. A banda regravou a canção junto com a banda CPM 22 para o álbum Estúdio Coca-Cola. Ao sair da banda Babado Novo e partir para carreira solo, a cantora Claudia Leitte regravou a canção em seu álbum de estreia Ao Vivo em Copacabana em um dueto com Badauí. A cantora brasileira Kelly Key regravou a canção em seu álbum Festa Kids.

## Videoclipe
Dirigido por Toth Brondi e com roteiro escrito por Raphael Draccon, foi gravado em 2005 em uma das casas de Renato Aragão em Vargem Pequena, Rio de Janeiro. Contém a participação do ator Marco Antônio Gimenez como interesse amoroso de Claudia Leitte.

## Certificações
| País (Provedor) | Disco Especifico | Certificação | Vendas  |
| --------------- | ---------------- | ------------ | ------- |
| Brasil (ABPD)   | download digital | Diamante     | 500.000 |

## Créditos da canção
Créditos adaptados do encarte do álbum O Diário de Claudinha.
- Ramon Cruz - composição
- Lincoln Olivetti - arranjo, regência, teclado
- Sérgio Rocha - arranjo, guitarra, coro, direção de coro, produtor
- Wesley Rangel - produtor
- Nivaldo Cerqueira - arranjo de metais, sax-tenor
- Claudia Leitte - vocal
- Alan Moraes - baixo
- Luciano Pinto - teclado, coro
- Buguelo - bateria
- Sinho Cerqueira - trompete
- Carlinhos Pitanga - trombone
- Joatan Nascimento - trompete
- Nino Balla - percussão
- Durval Luz - percussão
- Ângela Loppo - coro
- Tita Alves - coro
- Rose Alvaya - coro
- Robson Nonato - direção de coro
- Felipe Abreu - direção de voz